# 대학살의 신
《대학살의 신》(영어: Carnage)은 2011년 개봉한 코미디 드라마 영화이다. 극작가 야스미나 레자의 희곡 〈대학살의 신〉(Le Dieu du carnage)이 원작이며 로만 폴란스키가 레자와 공동 각본을 쓰고 연출을 맡았다. 프랑스, 독일, 스페인, 폴란드 등 다국가 공동 제작 영화이다.

## 줄거리
11살인 재커리가 친구 이턴과 다투던 중 막대기로 앞니 두개를 부러트리게 된다. 이를 해결하기 위해 모인 양쪽의 부모들은 처음에는 교양 있고 이해심 많은 모습을 보이려 하지만 차츰 본성을 드러내며 유치한 싸움으로 변해간다.

## 출연진
- 조디 포스터 - 퍼넬러피 롱스트리트 역
- 케이트 윈즐릿 - 낸시 카원 역
- 크리스토프 발츠 - 앨런 카원 역
- 존 C. 라일리 - 마이클 롱스트리트 역
- 줄리 애덤스 - 앨런의 비서 역
- 로만 폴란스키 - 이웃 역

## 제작
주요 무대는 뉴욕주 브루클린이지만 폴란스키가 미국에선 도망자 신분이기 때문에 영화 촬영은 파리에서 이루어졌다.

## 시청 등급
- 영국: 15[1]
- 미국: R[2]